# Perenniporia pauciskeletalis
Perenniporia pauciskeletalis är en svampart som beskrevs av Rajchenb. 1988. Perenniporia pauciskeletalis ingår i släktet Perenniporia och familjen Polyporaceae.   Inga underarter finns listade i Catalogue of Life.